# Harding megye (Dél-Dakota)
Harding megye az Amerikai Egyesült Államokban, azon belül Dél-Dakota államban található. Megyeszékhelye és legnagyobb városa Buffalo. Lakosainak száma 1311 fő (2020. április 1.). Harding megye Bowman, Adams, Perkins, Butte, Carter és Fallon megyékkel határos.

## Népesség
A megye népességének változása:
| Lakosok száma | 1245 | 1290 | 1314 | 1262 | 1267 | 1311 |
|               | 2010 | 2011 | 2012 | 2013 | 2015 | 2020 |